# Euphorbia pergamena
Euphorbia pergamena är en törelväxtart som beskrevs av John Kunkel Small. Euphorbia pergamena ingår i släktet törlar, och familjen törelväxter. Inga underarter finns listade i Catalogue of Life.